# LATAM Airlines Colombia
LATAM Airlines Colombia ist eine kolumbianische Fluggesellschaft und ist eine Tochtergesellschaft der LATAM Airlines Group, die 2012 aus der Fusion der chilenischen Fluggesellschaft LAN Airlines mit der brasilianischen TAM Linhas Aéreas entstanden ist.

## Geschichte

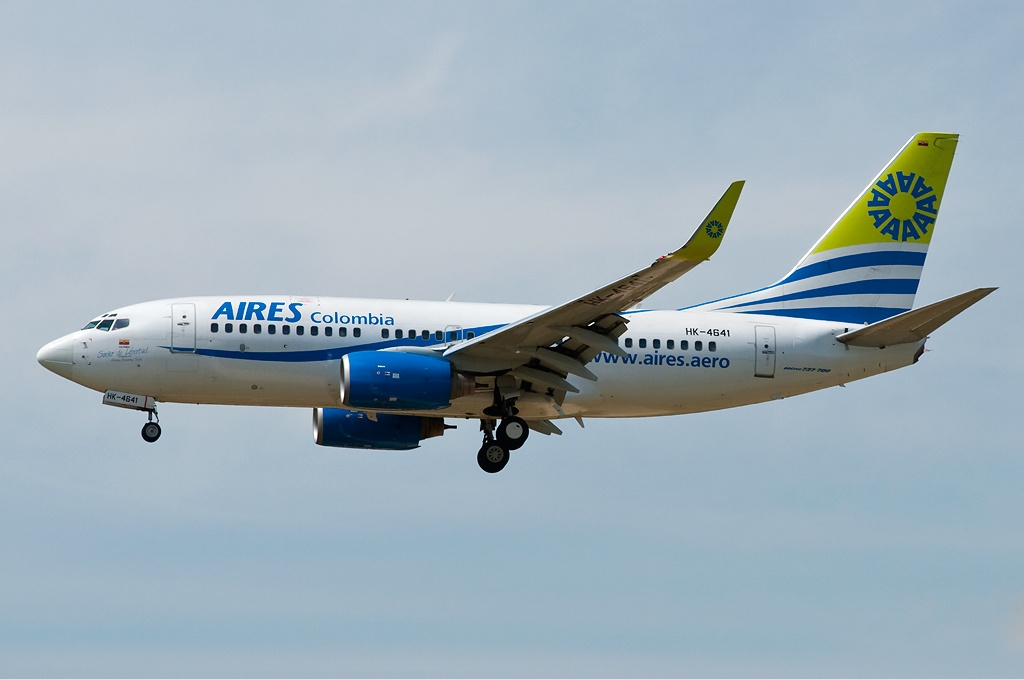
Eine Boeing 737-700 in der Bemalung der früheren AIRES

Die kolumbianische Fluglinie Aires Colombia, zuletzt AIRES (für Aerovías de Integración Regional Aires S.A.), wurde 1981 gegründet und nahm den Betrieb am 23. Februar 1981 auf. Ursprünglich befand sich der Sitz der Gesellschaft in Ibagué. Die ersten Flugzeuge, die eingesetzt wurden, waren Embraer EMB 110.

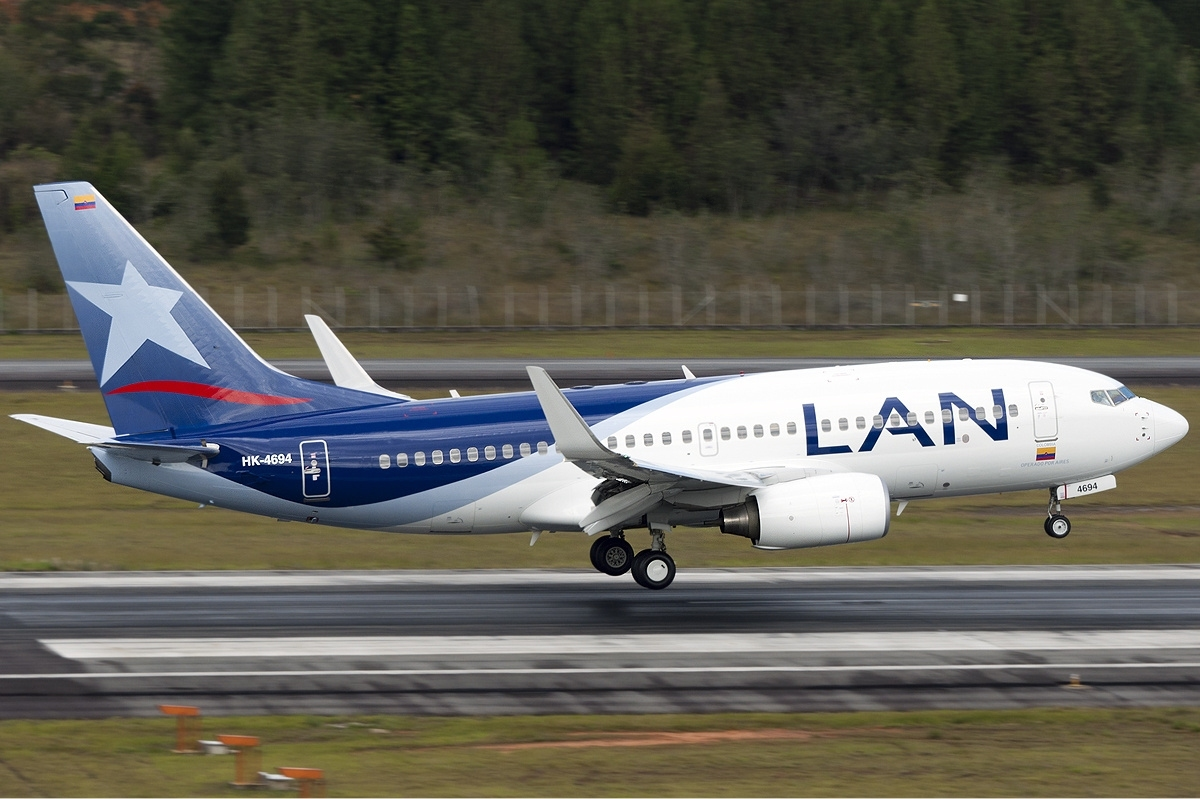
Boeing 737-700 der LAN Colombia im Corporate Design der LAN

Im Oktober 2010 wurde AIRES durch die chilenische LAN Airlines übernommen und ist heutzutage in die LATAM Airlines Group integriert. AIRES erhielt seit September 2011 die Bemalung der Muttergesellschaft LAN, denn seit dem 5. Dezember 2011 trat sie unter ihrem damals neuen Namen LAN Colombia am Markt auf. Am 4. August 2012 wurde der Firmenname in LAN Airlines Colombia S.A. geändert. 2015 trat sie offiziell der IATA bei. Am 5. Mai 2016, nachdem die Muttergesellschaft LAN Chile der LATAM Airlines Group beigetreten war, wurde der Firmenname erneut geändert in LATAM Airlines Colombia.
Von Oktober 2013 bis Mai 2020 war LATAM Airlines Colombia über ihr Mutterunternehmen angeschlossenes Mitglied der Luftfahrtallianz oneworld.

## Flugziele
LATAM Airlines Colombia führt sowohl regionale und internationale Linienflüge als auch nationale Frachtflüge durch.

### Ehemalige Flotte
Mit Stand April 2025 besteht die Flotte der LATAM Airlines Colombia aus vier Flugzeugen mit einem Durchschnittsalter von 15,4 Jahren:
| Flugzeugtyp     | Anzahl | bestellt | Anmerkungen | Sitzplätze | Durchschnittsalter |
| --------------- | ------ | -------- | ----------- | ---------- | ------------------ |
| Airbus A319-100 | 4      |          |             | 144        | 15,4 Jahre         |
| Gesamt          | 4      | -        |             |            | 15,4 Jahre         |

### Ehemalige Flugzeugtypen
In der Vergangenheit wurden auch Boeing 767-300 betrieben.

## Zwischenfälle
- In der Nacht auf den 16. August 2010 war eine Boeing 737-700 der damaligen AIRES durch einen zu niedrigen Landeanflug auf die Insel San Andrés gegen eine 49 Meter vor der Landebahn liegende Böschung geflogen worden. Die Maschine brach daraufhin in mehrere Teile. An Bord befanden sich 125 Passagiere und sechs Besatzungsmitglieder. Zwei der Passagiere starben und neun erlitten schwere Verletzungen (siehe auch AIRES-Flug 8250).[5]